# رادالیوو
رادالیوو (به صربی: Radaljevo) یک روستا در صربستان است که در ایوانئیتسا واقع شده‌است.
 رادالیوو ۱۵٫۱۱ کیلومتر مربع مساحت و ۹۰۴ نفر جمعیت دارد.